# Ayuntamiento de Tizimín
El Ayuntamiento de Tizimín es la base de la administración pública y de gobierno del municipio mexicano de Tizimín, en el estado de Yucatán, México. El Ayuntamiento está compuesto por un órgano colegiado denominado Cabildo (coloquialmente llamado también como Comuna en Yucatán), que está integrado actualmente por once regidores cuya elección será a través del voto popular directo y universal por un periodo de tres años, con posibilidad de reelección por un término adicional. El primer regidor se denominará Presidente Municipal (o primer Edil), y el segundo, Síndico.
La administración pública del municipio de Tizimín tiene el puntaje más alto del estado de Yucatán en el Índice de Capacidades Funcionales Municipales (ICFM), por lo que es el municipio yucateco con mayor posibilidad de lograr los Objetivos de Desarrollo Sostenible del Programa de las Naciones Unidas para el Desarrollo, incluso por encima del Municipio de Mérida.

## Funciones del Ayuntamiento
- Limpieza de espacios públicos.
- Construcción y mantenimiento de vialidades.
- Instalación y mantenimiento de luminarias.
- Construcción, equipamiento y mantenimiento de parques y espacios de recreación al aire libre.
- Seguridad y vigilancia en el primer cuadro de la ciudad.
- Recaudación de impuesto predial.
- Administración de mercados públicos.

## Sedes

### Palacio municipal

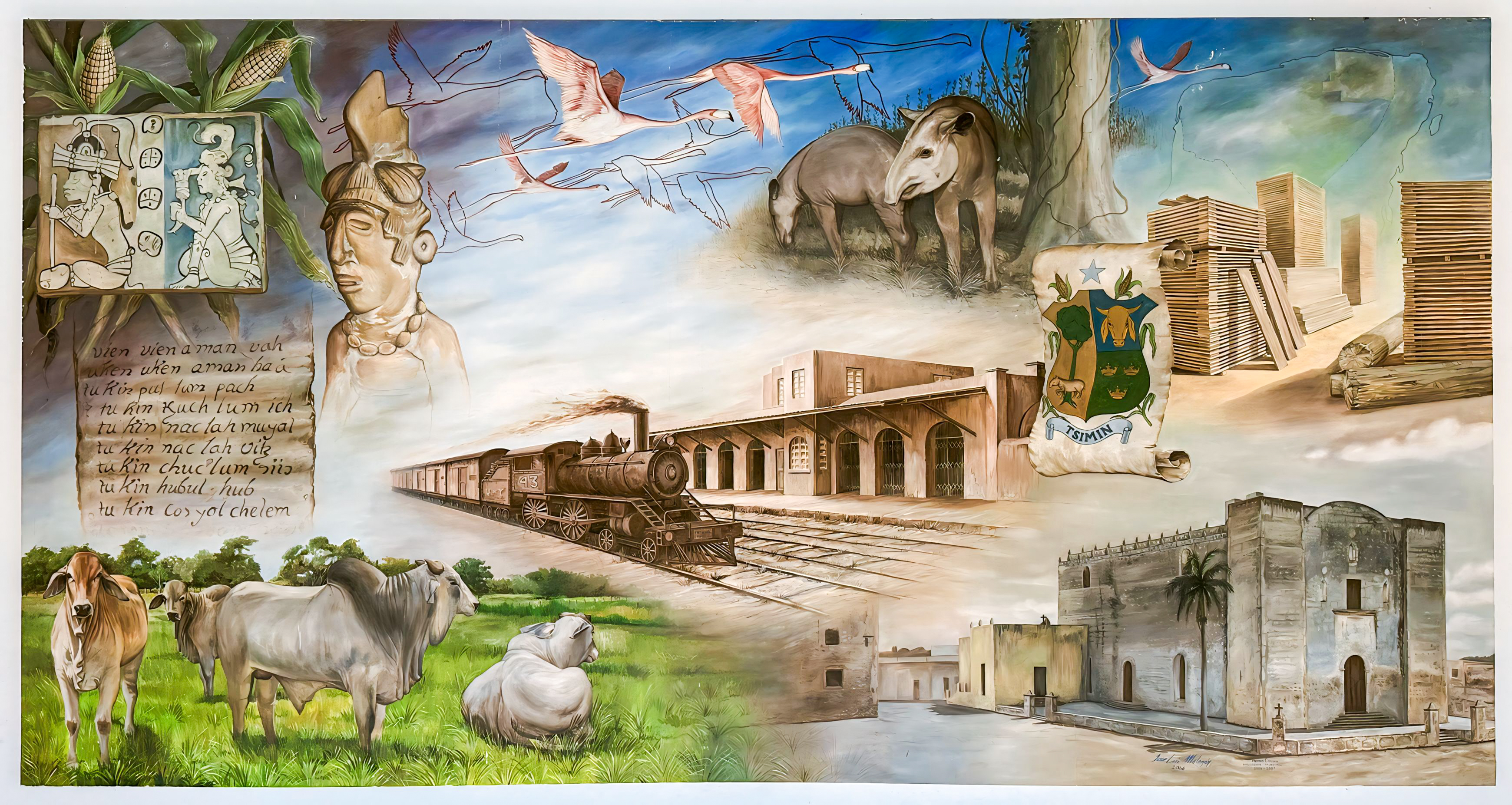
Óleo al interior del palacio municipal.

La sede del Ayuntamiento está ubicada en el Palacio Municipal, situado enfrente del parque Francisco Cantón, en el centro de la ciudad de Tizimín.
El 19 de noviembre de 1972, fue incendiado el palacio municipal, por un grupo de personas que se oponían al cambio de sede de la plaza de toros y a la construcción del Parque Benito Juárez en el asentamiento donde solía estar dicho recinto taurino, tomando por asalto el edificio sede del municipio y prendiéndole fuego.

### Centro de desarrollo comunitario

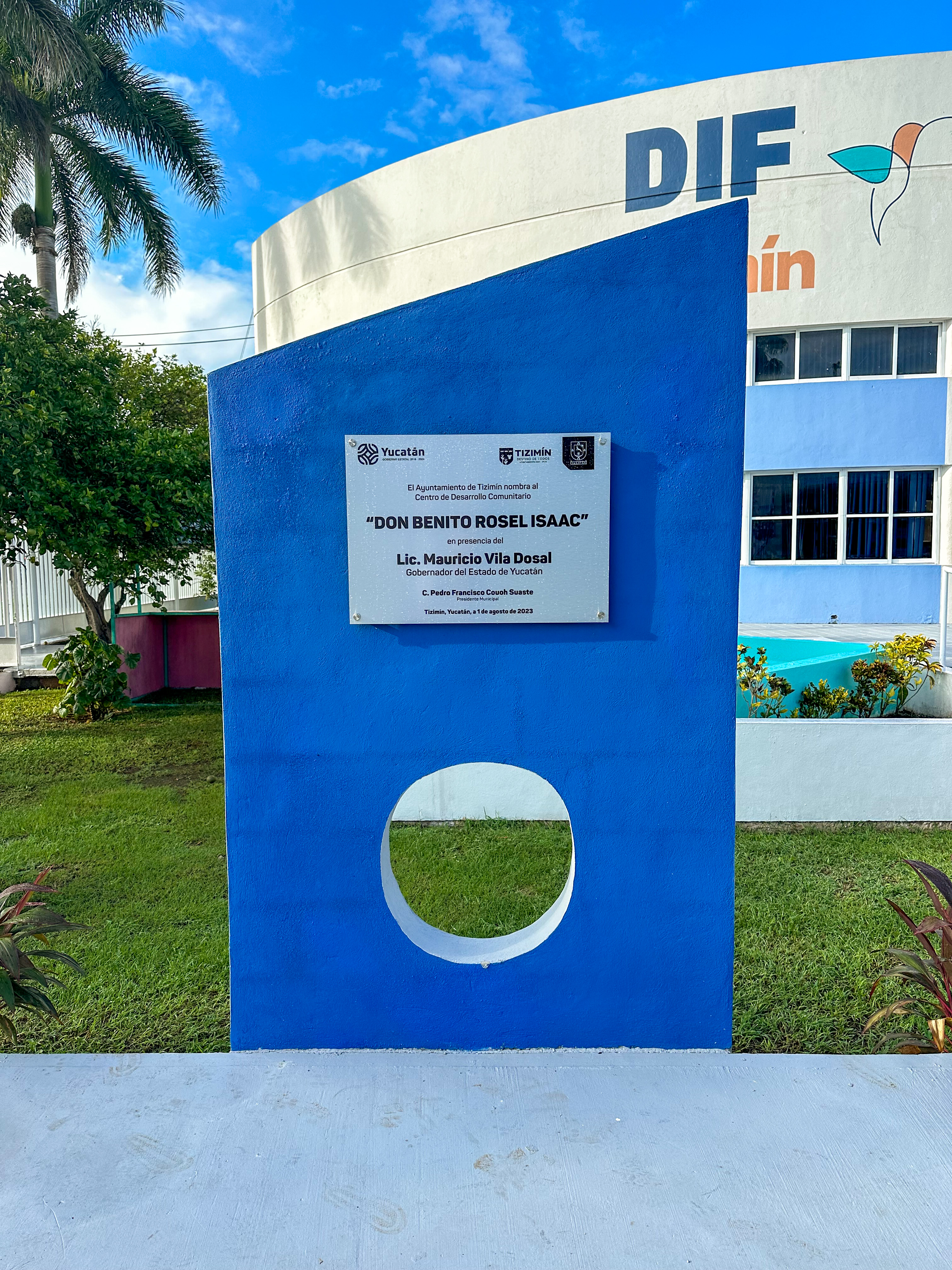
Centro de desarrollo comunitario en el 2023.

El centro de desarrollo comunitario fue inaugurado en el año 2007, bajo la primera administración de Pedro Couoh. Es un complejo de edificios públicos que sirve de sede a dependencias municipales y estatales.
Actualmente es la sede del DIF municipal.
El 1 de agosto de 2023, el entonces gobernador Mauricio Vila Dosal, develó la placa conmemorativa con la que el complejo recibió el nombre de Centro de Desarrollo Comunitario "Don Benito Rosel Isaac", en honor al político del mismo nombre. Este acto desató polémica pues Benito Rosel fue un destacado político del Partido Acción Nacional, oriundo de Mérida que no tuvo una relación directa con la ciudad.

## Comisariados
El municipio de Tizimín cuenta con 86 comisarías, cada una con su respectivo comisario.